# Поліцейська у відділку моралі
«Поліцейська у відділку моралі» (італ. La poliziotta della squadra del buon costume) — італійська еротична комедія режисера Мікеле Массімо Тарантіні. Прем'єра відбулась 10 серпня 1979 року.

## Сюжет

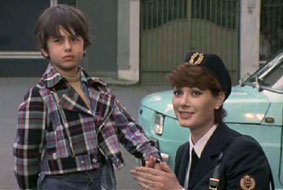
Джанна Амікуччі

Цього разу поліцейська Джанна Амікуччі, яка вже міцно тримається на ногах як «страж порядку», вирішує допомогти маленькому хлопчику знайти власну маму. Вона ж працює танцюристкою-стриптизеркою у відомого у місті мафіозі і немає змоги покинути його. Джанна вирішує працювати під прикриттям і йде працювати до мафіозі ще однієї танцюристкою. Під час цього у місто приїжджає новий комісар поліції, якого спочатку сприймають як злочинця, адже Джанна, працюючи під прикриттям повією, «чіпляє» його. Фільм також цікавий тим, що у кінці відбувається переслідування мафіозі на автомобілях.

## Актори
| Актор              | Роль              |
| ------------------ | ----------------- |
| Едвіж Фенек        | Джанна Амікуччі   |
| Альваро Віталі     | Таралло           |
| Марціо Онорато     | Артуро            |
| Франко Діогене     | Джо Маккароне     |
| Джанфранко Барра   | комісар Нардекія  |
| Сальваторе Боргезе | П'єр ла Тюрейн    |
| Джакомо Ріццо      | Кокодза           |
| Ліно Банфі         | комісар Скаппавія |
| Сільвія Патрас     | Тереза Порчедду   |
| Серджіо Тардіолі   | Гуїда Чекконі     |
| Джиммі іл Феномено | Уомо ді Маккароні |

## Знімальна група
Режисер — Мікеле Массімо Тарантіні.
Продюсер — Лучано Мартіно.
Сценаристи — Франческо Міліція, Маріно Онораті, Мікеле Массімо Тарантіні.
Оператор — Джанкарло Феррандо.
Композитор — Джанфранко Ревербері.
Художники — Енцо Медуза, Сільвіо Лауренсі.
Монтаж — Раймондо Крочані.